# الدوق الأكبر للوكسمبورغ
الدوق الأكبر هو المنصب الأعلى والعاهل في دوقية لوكسمبورغ. لوكسمبورغ دوقية كبرى منذ 15 آذار 1815 حيث رفعت من دوقية الكبرى بعد مؤتمر فيينا، كانت لوكسمبورغ في اتحاد شخصي مع مملكة الأراضي المنخفضة المتحدة حتى عام 1890.
منذ عام 1815، حكم لوكسمبورغ 9 عواهل. الحاكم الحالي هو الدوق الأكبر هنري.

## الدوق الأكبر للكسمبورغ

### عائلة أوراني - ناساو
| الصورة | الاسم                                                      | تاريخ الميلاد      | تاريخ الوفاة         | فترة الحكم                            | الصلة بسابقه            |
| ------ | ---------------------------------------------------------- | ------------------ | -------------------- | ------------------------------------- | ----------------------- |
|        | غيلاوم الأول فيلم فريدريك (الأمير فيلم الرابع أمير أوراني) | 24 آب 1772         | 12 كانون الأول 1843  | 15 آذار 1815 حتى 7 تشرين الأول 1840   | منحت له بعد مؤتمر فيينا |
|        | غيلاوم الثاني فيلم فريدريك جورج لودفيك                     | 6 كانون الأول 1792 | 17 آذار 1849         | 7 تشرين الأول 1840 حتى 17 آذار 1849   | الابن                   |
|        | غيلاوم الثالث فيلم ألكسندر بول فريدريك لودفيك              | 17 شباط 1817       | 23 تشرين الثاني 1890 | 17 آذار 1849 حتى 23 تشرين الثاني 1890 | الابن                   |

### عائلة ناساو - فيلبيورخ
طبقاً لميثاق عائلة ناساو، فإن الأراضي التي تحكمها عائلة ناساو ضمن الإمبراطورية الرومانية المقدسة في فترة الميثاق (لوكسمبورغ وناساو فهي ملزمة بقانون شبيه بالقانون السالي الذي يسمح بإرث الإناث أو عن طريق نسل الإناث في حالة فناء الأفراد الذكور في السلالة فقط.
عند وفاة غيلاوم الثالث ترك بنتاً وريثة واحدة فقط هي فيلهلمينا التي صارت ملكة لهولندا غير الملزمة بالميثاق. أما تاج لوكسمبورغ فقد ذهب إلى ذكر من فرع آخر من عائلة ناساو هو أدولف، وهو دوق ناساو المطاح عن الحكم وكبير عائلة ناساو - فيلبيورخ.
| الاسم                                                              | الصورة | الولادة                          | الزواج | الوفاة                                | صلته بسبقه                           |
| ------------------------------------------------------------------ | ------ | -------------------------------- | --- | ------------------------------------- | ------------------------------------ |
| أدولف 23 تشرين الثاني 1890 – 17 تشرين الثاني 1905                  |        | 24 تموز 1817 فيسبادن (بروسيا)    | (1) الدوقة الكبرى أليزابيث 31 كانون الثاني 1844 [طفل واحد (ولد ميتاً)] (2) الدوقة الكبرى أديلايد ماري 23 نيسان 1851 [5 أطفال] | 17 تشرين الثاني 1905 كولمار بيرغ      | ابن أخ فيلم الثالث                   |
| غيلاوم الرابع 17 تشرين الثاني 1905 – 25 شباط 1912                  |        | 22 نيسان 1852 فيسبادن (بروسيا)   | الدوقة الكبرى ماريا آنا [6 أطفال]                                                                                            | 25 شباط 1912 كولمار بيرغ              | ابن أدولف                            |
| ماري أديلايد 25 شباط 1912 – 14 كانون الثاني 1919 (تنازلت عن العرش) |        | 14 حزيران 1894 كولمار بيرغ       | غير متزوجة [ليس لديها أطفال]                                                                                                 | 24 كانون الثاني 1924 لنغريس (ألمانيا) | ابنة فيلم الرابع                     |
| تشارلوتا 14 كانون الثاني 1919 – 12 تشرين الثاني 1964 (تنازلت)      |        | 23 كانون الثاني 1896 كولمار بيرغ | الأمير فيليكس 6 تشرين الثاني 1919 [6 أطفال]                                                                                  | 9 تموز 1985 فيشباخ                    | ابنة فيلم الرابع / وأخت ماري أديلايد |
| جان 12 تشرين الثاني 1964 – 7 تشرين الأول 2000 (تنازل)              |        | 5 كانون الثاني 1921 كولمار بيرغ  | الدوقة الكبرى جوزفين تشارلوت 9 نيسان 1953 [5 أطفال]                                                                          | 23 أبريل 2019 لوكسمبورغ               | ابن تشارلوت                          |
| هنري 7 تشرين الأول 2000 – حتى الآن                                 |        | 16 نيسان 1955 بيتزدورف           | الدوقة العظمى ماريا تريزا 4 شباط /14 شباط 1981 [5 أطفال]                                                                     | حي                                    | ابن جان                              |